# Famille von Rothkirch
La famille von Rothkirch est une ancienne famille noble originaire de Legnica en Silésie, dont le nom est mentionné pour la première fois en 1302.

## Personnalités
- Adalbert von Rothkirch und Panthen (1853-1923), lieutenant-général prussien.
- Anton Ferdinand von Rothkirch und Panthen (de) (1739–1805), archevêque de Breslau.
- Curt von Rothkirch und Panthen (1849-1926), major-général prussien.
- Dorotheus Graf von Rothkirch (1834-1897), membre de la Chambre des seigneurs de Prusse.
- Eberhard von Rothkirch (de) (1852-1911), industriel.
- Edwin von Rothkirch und Trach (de) (1888–1980), général de la cavalerie allemande pendant la Seconde Guerre mondiale.
- Friedrich Alexander von Rothkirch (de) (1727–1785), major-général prussien.
- Friedrich-Wilhelm von Rothkirch und Panthen (1884-1953), Generalleutnant.
- Hans Christoph von Rothkirch (de) (1717–1785), Generalleutnant, commandant de la ville et forteresse de Neisse et capitaine de Gattersleben.
- Karl von Rothkirch-Panthen (de) (1807–1870), maréchal colonel (Oberstlandmarschall) et gouverneur de Bohême.
- Leopold von Rothkirch (1796-1866), membre de la Chambre des seigneurs de Prusse.
- Leopold Graf von Rothkirch und Trach (de) (1923–2009), officier, propriétaire exploitant.

Plusieurs membres de cette famille seront au service de la Russie impériale, dont :
- Adolf Reinhold von Rothkirch en russe Адольф Рейнгольд (Адам Карлович) фон Роткирх (1746-1797), juge au tribunal de district de Sofia